# Andreas Ornithoparchus
Andreas Ornithoparchus (Meiningen, 1490 circa – XVI secolo) è stato un teorico musicale tedesco, conosciuto anche come Vogelhofer, Vogelmaier etc.

## Biografia
Andreas Ornithoparchus iniziò gli studi musicali in Sassonia; in seguito viaggiò in Germania, Austria, Boemia e Ungheria. Immatricolato il 19 novembre 1512 all'Università di Rostock, nel 1514 divenne rettore della scuola parrocchiale di S. Ludgeri, a Monaco, dove scrisse una grammatica latina, Enchiridion Latinae constructionis (1515).
Il 25 agosto 1515 si iscrisse all'università di Tubinga, anche se aveva già ottenuto il titolo di 'Maestro delle Arti' a Rostock, chiamandosi perciò in seguito 'Maestro delle Arti di Tubinga'. A Rostock si interessò particolarmente alla teoria musicale e iniziò a lavorare a un trattato di musica.
Ornithoparchus pubblicò il suo trattato più famoso, Musicae activae Micrologus, composto di quattro libri, a Lipsia nel 1517. Il termine musica activa fu da lui usato con il significato di musica practica, al contrario di musica theoretica. Il secondo libro, in cui disserta sulla musica mensuralis, fu scritto in collaborazione con Georg Brack, secondo maestro di cappella a Stoccarda.
Il trattato di Ornithoparchus ebbe grandissima popolarità e diffusione anche a livello internazionale, costituendo uno dei testi di studio adottati sino al Seicento in Europa, con numerose ristampe e alcune traduzioni.